# Powinowactwa z wyboru
Powinowactwa z wyboru (tytuł oryg. Die Wahlverwandtschaften) – trzecia powieść niemieckiego pisarza Johanna Wolfganga Goethego wydana w 1809 roku. Bardzo znana do dziś w Niemczech, wyd. pol. 1959, tłum. Wanda Markowska.

## Fabuła
W okolicach Weimaru Edward i Szarlotta, arystokratyczna para, oboje po raz drugi w związku małżeńskim, żyją idyllicznie, choć nieco nudno, w swoim wiejskim majątku z zamkiem. Zapraszają tam kapitana, przyjaciela Edwarda z dawnych lat, i Otylię, piękną nieśmiałą sierotę, siostrzenicę Szarlotty. Wspólnie we czwórkę upiększają dużym kosztem tereny majątku. Stopniowo Edward i Otylia zakochują się w sobie, a Szarlotta zadurza się z wzajemnością w kapitanie. Pragnący ratować małżeństwo przyjaciele domu zdobywają kapitanowi w dalszych stronach świetne stanowisko, co powoduje jego wyjazd, zaś kochający siostrzenicę żony Edward postanawia wyruszyć na wojnę, w nadziei na samoistne rozwiązanie sytuacji. Gdy wraca, decyduje o rozwodzie i ślubie z Otylią, która jednak zaraz potem przypadkiem topi dziecko Edwarda i Szarlotty, co uznaje za znak wskazujący niewłaściwość takiego czynu. Mimo wcześniejszej zgody, odmawia wyjścia za Edwarda i wkrótce głodzi się na śmierć. Edward też wkrótce umiera. Szarlotta grzebie ich obok siebie w kaplicy, gdzie pochowano dziecko.
Powieść bardzo idealistycznie przedstawia codzienne życie w wielkiej posiadłości, na ogół bardzo dobre relacje między państwem a pracującymi pod ich rozkazami mieszkańcami okolicznych wsi, czy często urządzane uroczystości dla całej społeczności. Ważne są poboczne postacie: dawniej duchowny, potem prawnik Mittler, uśmierzający spory w całej okolicy, zwłaszcza między małżonkami, młody architekt kierujący robotami w majątku (budowa nowego domu wypoczynkowego, renowacja kaplicy), Lucjana, trzpiotowata córka Szarlotty, urządzająca późną jesienią w zamku bale i zabawy, w tym żywe obrazy, angielski lord wojażujący po Europie, znawca sztuki ogrodowej, który poznał Edwarda w podróży i przyjechał obejrzeć posiadłość.
Akcja trwa przez około półtora roku, od kwietnia jednego do jesieni następnego, na tle zmieniającego się wyglądu ogrodu, o który dba stary ogrodnik, nienadążający za modami i katalogami.

## Tytuł
Kiedyś nazywano tak skłonność substancji chemicznych do wiązania się ze sobą. Tutaj metaforycznie przeniesione jest to na relacje między ludźmi. Konkretnie zachodzi wymiana partnerów: AB + CD → AD + BC, jak to ujął kapitan (początkowo chodziło o przyjaźń dwóch mężczyzn).

## Ekranizacje
- Powinowactwa z wyboru(inne języki), prod. NRD, 1974, reż. Siegfried Kühn(inne języki)
- Powinowactwa z wyboru(inne języki), prod. Francja, Włochy, 1996, reż. Paolo Taviani